# Mikhail Zhabkin
Mikhail Aleksandrovich Zhabkin (tiếng Nga: Михаил Александрович Жабкин; sinh ngày 1 tháng 3 năm 1994) là một tiền vệ bóng đá người Nga. Anh thi đấu cho F.K. Volgar Astrakhan.

## Sự nghiệp câu lạc bộ
Anh có màn ra mắt tại Russian Second Division cho F.K. Volgar-Astrakhan Astrakhan vào ngày 15 tháng 4 năm 2013 trong trận đấu với FC Olimpia Volgograd.